# Habitatge a l'avinguda Catalunya, 42-54 (la Palma de Cervelló)
L'Habitatge a l'avinguda Catalunya, 42-54 era una obra noucentista de la Palma de Cervelló (Baix Llobregat) inclosa en l'Inventari del Patrimoni Arquitectònic de Catalunya.

## Descripció
Conjunt de dos habitatges diferenciats que tenen l'entrada sota un porxo que serveix de base d'un petit terrat situat al primer pis. La façana està arrebossada i en destaca el guardapols de les portes. Dalt de tot hi ha un terrat. L'acabament de la façana, als costats laterals, presenta una lleugera ondulació al mig.